# Abrictosaurus
Abrictosaurus (лат., букв. «бодрствующий ящер»; возможное русское название — абриктозавр) — род гетеродонтозавридных динозавров из ранней юры нынешней Южной Африки. Это был небольшой двуногий растительноядный или всеядный динозавр, размером примерно в 1,2 м в длину при массе менее 45 кг.
Этот динозавр известен по ископаемым остаткам только двух особей, обнаруженным в отложениях формации Аппер-Эллиот в районе Цгачас-Нек в Лесото и в Капской провинции  провинции Южной Африки. Считается, что Аппер-Эллиот относится к синемюрскому и геттангскому ярусам ранней юры (от 200 до 190 млн лет назад). Это отложение сохранило песчаные дюны так же хорошо, как и пойменные луга, преимущественно находившиеся в полузасушливой среде. В числе других динозавров в отложении были найдены теропод целофиз, завроподоморф массоспондил, а также другие гетеродонтозавриды, такие как гетеродонтозавр и Lycorhinus. Также присутствуют многочисленные ископаемые остатки крокодиломорфов и цинодонтов, в том числе древних млекопитающих.

## Классификация
Гетеродонтозавриды, такие как Abrictosaurus, были маленькими ранними птицетазовыми динозаврами, названными так из-за их гетеродонтных зубов. Они были известны своими большими клыкоподобными зубами (напоминающими клыки у собак), на верхней и нижней челюсти. В передней части челюсти не было зубов, их заменял твёрдый клюв, с помощью которого эти динозавры обрывали растительность. У них было три пары зубов предчелюстной кости, первые две из которых были маленькими и коническими, а зубы третьей пары — увеличенными и клыкоподобными, противоположные ещё более крупным клыкоподобным зубам снизу, которые, в свою очередь, являлись первой парой зубов нижней челюсти. На верхней челюсти большой промежуток, расположенный напротив нижнего клыкообразного зуба, отделял зубы предчелюстной кости от более широких жевательных зубов максиллы. Такие же зубы находились в оставшейся части нижней челюсти.
Abrictosaurus обычно считается самым базальным членом семейства гетеродонтозаврид. И Lycorhinus, и гетеродонтозавр, имели щёчные зубы с высокими коронками, которые перекрывали друг друга, образуя постоянную жевательную поверхность, такую, как у гадрозаврид. Щёчные зубы Abrictosaurus, в свою очередь, были реже посажены, имели более низкие коронки, и напоминали зубы прочих ранних птицетазовых. Высказывались предположения, что Abrictosaurus не имел клыков, и что это было ещё одной его примитивной особенностью. Тем не менее, клыкоподобные зубы явно присутствовали на одном из найденных скелетов. Верхний клыкоподобный зуб составлял 10,5 мм в длину, а нижний достигал 17 мм. Зазубрена была только передняя кромка зуба, в отличие от зубов Lycorhinus и гетеродонтозавра, которые были зазубрены с обеих краёв. Также, передние конечности Abrictosaurus были меньше и слабее, чем у гетеродонтозавра, и имели на одну фалангу меньше в четвёртом и пятом пальце.

## История изучения
Обе экземпляра Abrictosaurus находятся в коллекции Университетского колледжа Лондона. Типовый экземпляр был обнаружен в Лесото, сохранившиеся останки включают в себя части черепа и скелет (UCL B54). Палеонтолог Ричард Тулборн (en:Richard A. Thulborn), впервые описавший особь в 1974 году, посчитал её новым видом Lycorhinus и назвал её L. consors (consors по-латыни означает "компаньон" или "супруг"). Поскольку UCL B54 не имела клыкоподобных зубов, которые были найдены у вида Lycorhinus angustidens, Тулборн счёл особь женской. Ни скелет, ни череп Abrictosaurus не были полностью описаны в литературе. Зуб из позднего Триаса, найденный в Швейцарии, поначалу отнесли к роду Abrictosaurus, но эта версия не нашла поддержки, так как образец не имел признаков, характерных для абрикозавра, гетеродонтозаврид, или вообще птицетазовых.
В 1975 году Джеймс Хопсон (en:James Hopson) заново описал фрагменты черепа гетеродонтозаврида (особь UCL A100), найденные в Южной Африке, который Тулборн до этого отнёс к Lycorhinus angustidens. Показав, что UCL A100 не мог принадлежать L. angustidens, но был в свою очередь схож с UCL B54, Хопсон ввёл новый род, объединяющий эти две особи. Родовое имя Abrictosaurus (от греч. αβρικτος/abriktos, что значит 'бодрствующий', и σαυρος/sauros, что значит 'ящер') было дано Хопсоном из-за его несогласия с гипотезой Тулборна о том, что гетеродонтозавриды впадают в спячку в тёплое время года. Это название было сохранено, и был создан новый биномен "Abrictosaurus consors". Несмотря на переименование Хопсона, Тулборн продолжал считать Lycorhinus angustidens, Heterodontosaurus tucki и Abrictosaurus consors тремя видами рода Lycorhinus. Большинство палеонтологов рассматривают данные три рода отдельно, несмотря на то, что в палеонтологии нет точного определения «вида» и «рода».

## Половой диморфизм
В гипотезе о половом диморфизме гетеродонтозаврид Abrictosaurus занимает центральную роль. Клыки являются отличительным половым признаком многих современных млекопитающих, таких как олень, морж, индийский слон и разнообразные свиньи, у которых длинные клыки (бивни) встречаются в основном у самцов. Отсутствие клыков у UCL B54 привело к предположениям, что данная особь является самкой; возможно даже, самкой другого вида. Обнаружение клыков у UCL A100 показало, что самцы A. consors также имеют эту отличительную черту. Это позволяет предположить, что A. consors выделили в отдельный вид не зря. Несмотря на это, UCL B54 может просто быть детёнышем другого вида — в пользу данной теории говорит укороченная морда и несросшиеся бедренные позвонки. Поэтому отсутствие клыков может быть признаком незрелости организма, а не вторичным половым признаком, что подрывает теорию о половом диморфизме данного вида.